# الديوان (يافع)

تعديل مصدري - تعديل

الديوان هي إحدى قرى عزلة لبعوس بمديرية يافع التابعة لمحافظة لحج، بلغ تعداد سكانها 878 نسمة حسب تعداد اليمن لعام 2004.